# Catocala relicta
Catocala relicta är en fjärilsart som beskrevs av Walker 1857. Catocala relicta ingår i släktet Catocala och familjen nattflyn. Inga underarter finns listade i Catalogue of Life.

## Bildgalleri

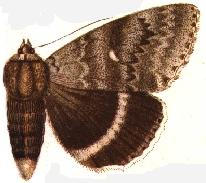
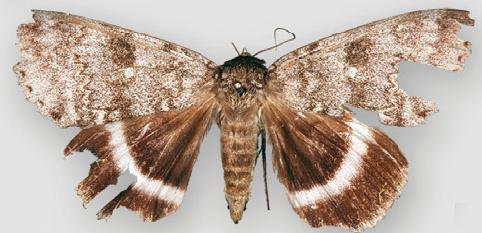
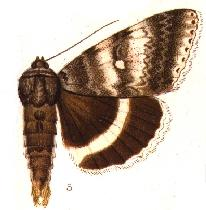